# 도청 작전
도청 작전(The Anderson Tapes)은 미국에서 제작된 시드니 루멧 감독의 1971년 범죄, 드라마, 스릴러 영화이다. 숀 코네리 등이 주연으로 출연하였고 로버트 웨이트만 등이 제작에 참여하였다.

## 출연

### 주연
- 숀 코네리

### 조연
- 다이안 캐넌
- 마틴 발삼
- 랠프 미커
- 알랜 킹
- 크리스토퍼 월켄

## 제작진
- 원작자: 로렌스 샌더스
- 미술: 벤자민 J. 카바즈코우
- 의상: 진 코핀
- 배역: 마리언 더펄티